# کاردینال‌ها
سرخ‌قباها یا کاردینال‌ها (نام علمی: Cardinalis) یک سرده از پرندگان تیرهٔ کاردینالان (Cardinalidae) است. سه گونه در سراسر منطقه دریاچه‌های بزرگ تا شمال آمریکای جنوبی وجود دارد.